# Девушка, у которой было всё
«Девушка, у которой было всё» (англ. The girl who had everything) — фильм 1953 года с Элизабет Тейлор в главной роли.
Ремейк фильма "Вольная душа" (1931 г.), где снимались Кларк Гейбл и Норма Ширер. Экранизация произведения Аделы Роджерс Ст. Джонс

## В главных ролях
| Актёр           | Роль                      |
| --------------- | ------------------------- |
| Элизабет Тейлор | Джейн Латимер             |
| Фернандо Ламас  | Виктор (Вик) Й. Раймонди  |
| Уильям Пауэлл   | Стив Латимер (отец Джейн) |
| Гиг Янг         | Вэйнс Кёрт                |
| Джеймс Уитмор   | Чарльз "Чико" Мэнлоу      |
| Вильям Волкер   | Джулиан                   |

## Сюжет
Стив Латимер (Вильям Пауэлл, одна из его последних ролей) успешный адвокат, разбогатевший на защите гангстеров. Он один воспитывает свою дочь Джейн (Элизабет Тейлор) - девушку, которая всегда добивается всего, что пожелает. Вэйнс Кёрт (Гиг Янг) давно ждет от неё согласия пожениться, но Джэйн слишком любит свою свободную жизнь светской львицы, поэтому просит его подождать ещё.
Виктор Раймонди, клиент Стива, обвиняется во владении незаконным игорным бизнесом. Джэйн знакомится с ним и молодые люди влюбляются. Вик выигрывает у Вэйнса лошадь на аукционе, дарит её Джэйн, покупает особняк вдали от города и хочет уйти от прошлой криминальной жизни. Отец Джэйн не одобряет отношения дочери и гангстера, тем не менее, пара собирается пожениться. Они посещают светскую вечеринку, где Джэйн видят в компании Виктора все её знакомые и друзья.
Джэйн и Виктор приезжают в Нью-Йорк. Пособники Вика вызывают его на встречу, где он объявляет, что хочет отойти от дел и  уступить своё место главаря. Вместе с тем, Стив Латимер собирается выдвинуть свидетельские показания против Раймонди, которые повлекут за собой следы ко всем участникам бизнеса. Стив и Виктор ссорятся, дело доходит до драки. После того как Стив уходит, Джэйн также хочет уйти, но Вик не пускает её и в итоге дает ей пощечину. Джэйн сбегает.
Виктор едет в своей машине по городу, на светофоре вместе с ним останавливается грузовик, из которого Раймонди убивают выстрелом.
В доме Латимеров полно журналистов, Стив не торопиться отвечать о личной составляющей дела, дабы не впутывать сюда дочь. Но Джэйн сама выходит к прессе и рассказывает о своей ошибке.